# Csernyánszky Sámuel (orvos)
Csernyánszky Sámuel (Chernanszky Sámuel) (18. század) orvos.

## Élete
Rajeci származású; hazájában végezte tanulmányait, azután meglátogatta a belgiumi és szász egyetemeket (Lipcse, Wittenberg, 1737-ben) és 1742-ben Halléban nyert doktori oklevelet.

## Művei
- Dissertatio inaug. medica de medicinae apud Ebraeos et Aegyptos conditione. Halae, 1742.